# Magyarosd
Magyarosd románul: Mănerău, település Romániában, Erdélyben, Hunyad megyében.

## Fekvése
Vajdahunyadtól északnyugatra fekvő település.

## Története
Magyarosd nevét 1470-ben említette először oklevél Monyorosd néven. 1506-ban, valamint 1510-ben v. Monyarosd néven Hunyadvár tartozékai közt sorolták fel. 1476-ban Monyarosd,  Monyarósd, 1733-ban Magyarosd, 1750-ben Menereu, 1808-ban Mogyorósd ~ Magyarosd, 1861-ben Magyarosd, Monyoro, 1913-ban Magyarosd néven írták.
A trianoni békeszerződés előtt Hunyad vármegye Vajdahunyadi járásához tartozott. 1910-ben 479 lakosából 478 román és görögkeleti ortodox volt.

## Források

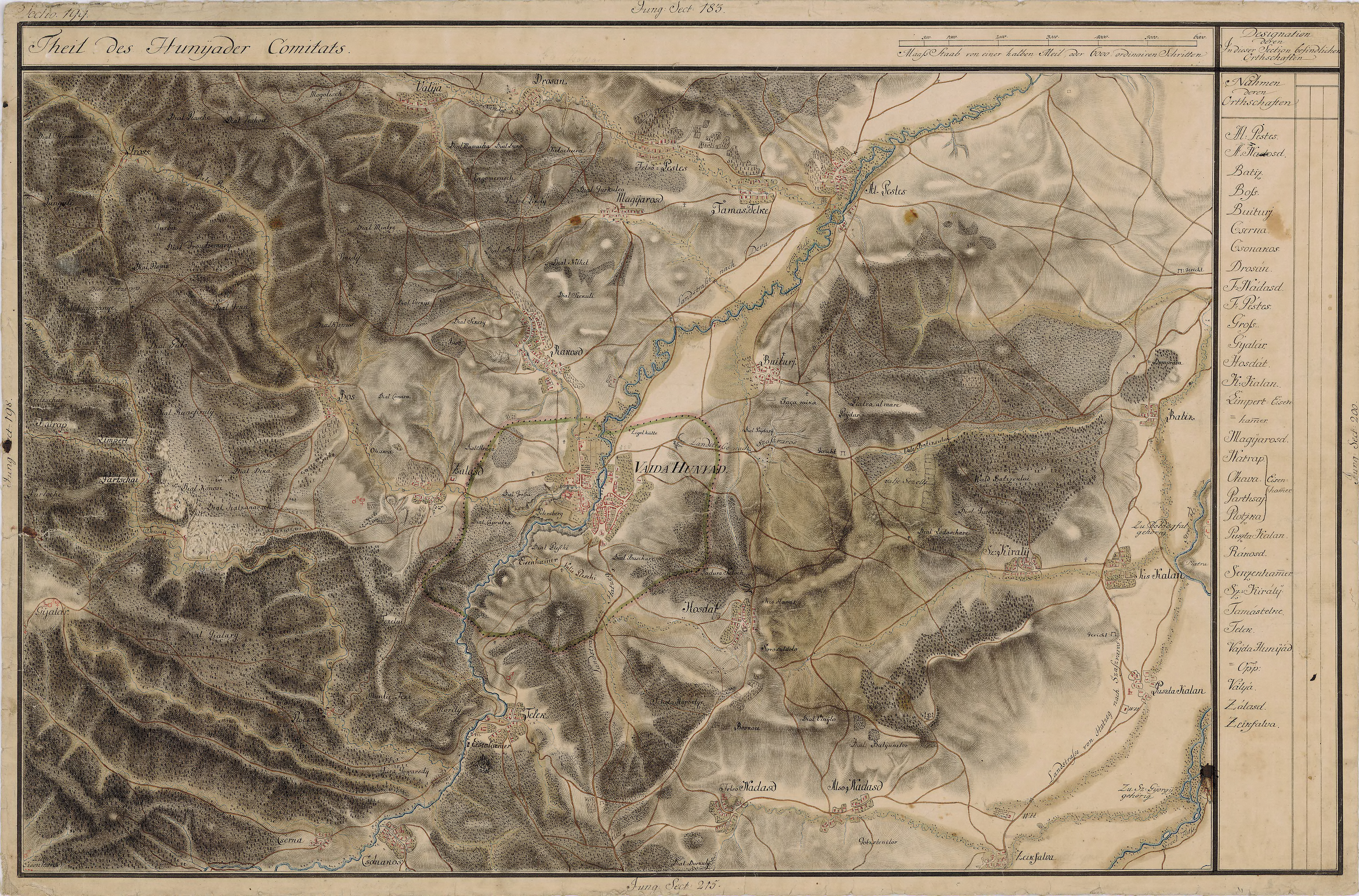
Magyarosd egy régi térképen